# Spiniger curiosus
Spiniger curiosus är en svampart som först beskrevs av Parmasto & Žukov, och fick sitt nu gällande namn av Stalpers 1974. Spiniger curiosus ingår i släktet Spiniger och familjen Bondarzewiaceae.   Inga underarter finns listade i Catalogue of Life.